# Сидоркино
Сидо́ркино (рос. Сидоркино) — присілок у складі Бузулуцького району Оренбурзької області, Росія.

## Населення
Населення — 27 осіб (2010; 97 у 2002).
Національний склад (станом на 2002 рік):
- росіяни — 93 %